# Mourad Benhamida
Mourad Benhamida (Villeurbanne, 18 januari 1986) is een Franse voetballer (verdediger) die sinds 2007 voor de Franse eersteklasser Montpellier HSC uitkomt. Hij genoot zijn jeugdopleiding bij Olympique Lyon.
Benhamida speelde vele wedstrijden voor de Franse jeugdploegen.